# Les Pillards de Mexico
Pour plus de détails, voir Fiche technique et Distribution.
Les Pillards de Mexico (Plunder of the Sun) est un film américain en noir et blanc réalisé par John Farrow, sorti en 1953.

## Synopsis
L'agent d'assurance américain Al Colby se retrouve au Mexique. Avec un archéologue et un collectionneur d'antiquités, il part à la recherche de trésors dans les ruines de Zapoteca...

## Fiche technique
- Titre français : Les Pillards de Mexico
- Titre original : Plunder of the Sun
- Réalisateur : John Farrow, assisté d'Andrew V. McLaglen
- Scénario : Jonathan Latimer d'après le roman Plunder in the Sun de David Dodge
- Musique : Antonio Díaz Conde, Hugo Friedhofer et Arthur Lange (non crédité)
- Producteur : Robert Fellows, John Wayne
- Société de production : Wayne-Fellows Productions
- Directeur de la photographie : Jack Draper
- Monteur : Harry Marker
- Durée : 81 min
- Fermat : noir et blanc
- Pays d'origine : États-Unis
- Genre : Film d'action, Film d'aventure, Drame
- Dates de sortie :
  -  États-Unis : 26 août 1953
  -  France : 28 mai 1954

## Distribution
- Glenn Ford : Al Colby
- Diana Lynn : Julie Barnes
- Patricia Medina : Anna Luz
- Francis L. Sullivan : Thomas Berrien
- Sean McClory : Jefferson
- Eduardo Noriega : Raul Cornejo
- Julio Villarreal : Ulbaldo Navarro
- Charles Rooner : Captain Bergman
- Douglass Dumbrille : Consul